# Population Matters
（双关语，可理解为人口事情或人口至关重要或人口控制运动）是一个注册於英国的慈善组织、智庫及倡导团体，前身为“理想人口信托”（"Optimum Population Trust"）。该组织致力于呼吁大众关注人口增長對於永續性、生活品質和自然環境（尤其是自然資源、氣候變遷和生物多樣性）的影響。

## 背景
该组织的前身「理想人口信托」（"Optimum Population Trust"）成立於1991年，2001年起採用「Population Matters」為倡議活動的名稱。該機構主要研究人口數量與其它各種問題的相關性，如气候变化、能源需求以及生物多样性等等。它致力於推動英国及世界人口稳定化，传播減少人口数量至永續水平的觀念。2009年，该组织公布的一项研究称避孕是解決气候变化最廉价的方式。
该组织声称其协调目标是：改进提供计划生育和性教育，更好的教育以及妇女权利，而且夫妻自愿「有两个或更少」。在英国国内，它主张“以更大努力减少少女怀孕和意外怀孕的比率”和“移民带入平衡移民”。 

### 关注人口
「人口关注」的概念是：「对人类需求和可用资源之间的平衡性协调的一种基础性的关注，兼顾考虑现在和可预见的未来。」("fundamentally a concern about the balance between human needs and the resources available to meet those needs, now, and for the foreseeable future.")
「如果世界上的人口继续以目前的速度增加，很快就会有没有空间，无论是野生动物或野生环境…… 但是，我相信人们迟早会学着开始限制过剩的人口。然后，他将更加关注(资源利用的)最适性而不是最大性，质量而不是数量，并会恢复自己对于接触荒野和野生大自然的需要。」——彼得·斯科特 - 世界自然基金会创始人 - 1909年-1989年

## 倡議

### 承诺两个或更少
倡导生育两个或更少的孩子，口号是“承诺两个或更少”，且主张自愿接受，不主张立法强制。指出一个较小的家庭可以带来如性別平等、生活质量、親子關係以及儿童发展等多种好处。

## 人物

### 部分贊助者
- 戴維·阿滕伯勒爵士，博物學家，廣播員和皇家植物园受托人。[10]
- 莉莉·高爾，模特兒，演员，慈善工作者及环保运动者。
- 珍·古道尔博士，灵长类动物学家，行为生态学家，人类学家，联合国和平使者。
- 蘭諾·絲薇佛，记者，作家。

## 历史
该组织列出了英国其它成立较早的人口关注组织：“马尔萨斯联盟”（1877年–1927年）、“西蒙人口信托”（1957年–2004年）、“节约型社会”（1966年–1987年）和“人口关怀”（1974年成立，2013年与“英国计划”合并）。
该组织前身“理想人口信托”由大卫·威利等人于1991年成立。「因认为英国政府未能对一系列关于人口增长和可持续发展的建议作出积极反应，他们不得不自己采取行动。」他们的目标是收集、分析和传播有关“全球各国人口”、“居民和移民与承载能力”和“生活品质”的信息与联系，以作为决策的参考依据。
该组织分析和四处游说受人口增长所影响的各种问题，包括社会福利，教育，劳动力供给，人口老龄化，移民和环境。它还游说需要把人口问题纳入其思想发展和社会活动。他们也游说其他一些社会活动家或环境活动人士，让他们将人口问题作为一个重要因素加以考虑。
2006年5月9日，该组织被授予慈善团体的地位。